# ロバート・ランシー
ランシー男爵ロバート・アレクサンダー・ケネディ・ランシー（英語：Robert Alexander Kennedy Runcie, Baron Runcie, MC, PC,1921年10月2日 - 2000年7月11日）は、第102代カンタベリー大主教であったイギリス国教会の聖職者、貴族院議員（大主教退任後の一代貴族）。
第2次世界大戦中の軍歴により叙勲を受けており、現代のカンタベリー大主教の中で唯一軍人経験のある人物である。また、1981年のチャールズ皇太子とダイアナ妃の結婚式の司式を行っている。エキュメニカル運動によるローマカトリックや正教会との統一推進や女性聖職者の叙任を支持するなどリベラルな思想の持主であった。

## 経歴

### 幼少期
ランシーは、1921年10月21日に、チェシャー州バーケンヘッドで生まれ、ランカシャー州グレート・クロスビーで、幼少期を過ごした。両親はあまり宗教心がない中流階級の人物だった。1936年にクロスビーのセント・ルーク教会で献信を受けたが、のちにほどちかいセント・フェイス教会に移った。クロスビーにある私立男子校マーチャント・テイラーズ・スクールクロスビー校で教育を受け、オックスフォード大学ブレーズノーズ・カレッジに進学した。

### 軍人として
第2次世界大戦中、彼は1942年11月21日にスコットランド近衛連隊少尉に任官された。（軍での認識番号は251985）彼は連隊の第3戦車大隊の戦車隊指揮官として勤務し、1942年11月21日には、オーヴァーロード作戦（ノルマンディー上陸作戦）に従事し、部隊とともに大陸に上陸し、1945年5月のヨーロッパ戦勝記念日まで任務にあたった。1945年3月には損傷した戦車からの部下救出及び危険地域での3台の戦車撃破という2つの功績によりミリタリー・クロス（MC、軍事十字章）を授与されている。

### 聖職者として
ナチスドイツ降伏後、ランシーはケルンの占領軍に勤務し、トリエステ自由地域の境界関係の業務に携わったが、軍務を終えてオックスフォード大学に戻った。大学では最優秀のクラスで学位を取得した。在学中にマーガレット・ロバーツ（のちのマーガレット・サッチャーと交流が始まる。
オックスフォード卒業後、ケンブリッジ大学の神学校ウエストコット・ハウスで学び、1950年のアドベントに執事、翌1951年には司祭に叙階された。いずれもニューカッセル大聖堂において、ニューカッセル主教のノエル・ハドソンによるもので、ランシーはニューカッスル・アポン・タインのゴスフォースにあるオールセインツで奉仕した。慣例では、最低3年の教区での奉仕が必要だったが、ランシーは2年でチャプレンとしてウエストコット・ハウスに戻り、のちに副校長になった。1956年にケンブリッジ大学のトリニティホールのフェロー兼学部長に任命された。
1960年、オックスフォードの神学校リポン・カレッジ・カデストンの学長と地元協会の牧師に就任し、10年間を過ごした。英国教会の伝統的な修道院的な学校であると言われていた同校は、ランシーの在任中に自由主義の拠点校と呼ばれるようになった。1970年2月24日には、ウエストミンスター寺院において、当時のカンタベリー大主教マイケル・ラムジーにより、セントオールバンズ主教に任命される。

### カンタベリー大主教
1979年、ドナルド・コガンの退任にともない、第102代カンタベリー大主教に選出された。指名委員会ででは第2候補であった。当時政権交代で与党になった保守党から、第1候補であったバーミンガム主教のヒュー・モンテフィオーレを政治的に受け入れられないとの意向があったためと言われる。

大主教在任中、伝統的に友好的であるとされてきた英国国教会と保守党の関係が悪化していった。原因には、マーガレット・サッチャーによる個人主義・富の創造への志向や、「社会など存在しない」発言の影響があった。

1981年、チャールズ皇太子とダイアナ妃の結婚式が行われると、ランシーはカンタベリー大主教として司式を行った。

1982年5月に、ローマ教皇ヨハネ・パウロ2世がイギリスを訪問することが決まると、英国内の国教徒から批判の声が上がり、反対するデモが発生した。ランシーは4月18日に、ロンドン・ウィー宇エンド・テレビジョンのインタビューで、国教会とローマカトリックが2000年までに統一されることを希望するとし、国教会における女王の地位は象徴的なものであり、教会の人事に決定権を持つ存在というよりは、首席の信徒である、と述べた。また、教皇が訪問した折には、カンタベリー大聖堂でともに跪いて祈りをささげている。

ランシーの在任中、国教会ではベネット司祭の自殺問題（1987年に、女性聖職者叙階に反対し、「ランシー大主教が率いる不寛容なリベラル・エリート」を批判する文書を公開し、バッシングを受けて自殺）、大主教の外交補佐官だったテリー・ウエイトの誘拐事件（1987年、レバノンでイスラム武装組織の人質になっていたイギリス国教会関係者の解放のために、大主教特使として現地入りし、自らも4年間監禁された。）などが発生した。

また、1989年には自ら教皇ヨハネ・パウロ2世を訪問し、国教会とローマカトリックの和解を目指した。

ランシーは女性聖職者叙任を認める立場を堅持したが、同時期にアングリカンコミュニオン全体で分裂の一因になっていた同性愛については同性愛行為は一般信徒にとって理想的なものではなく、聖職者にとっても容認できないという英国国教会の公式方針を維持した。

### 大主教退任以降

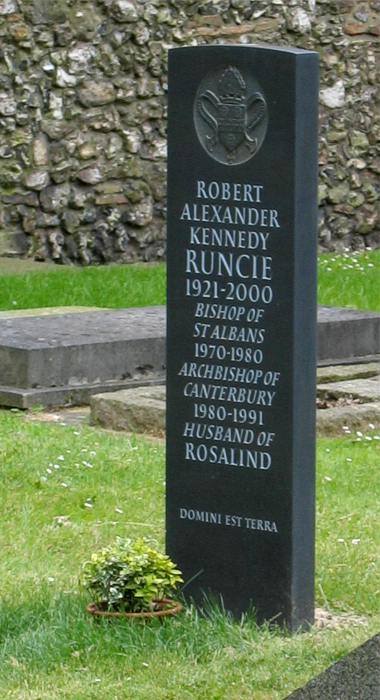
セントオールバンズ大聖堂敷地内にあるランシーの墓地

ランシーは1991年1月31日付でカンタベリー大主教を退任した。翌2月1日には、一代貴族に叙せられ、オックスフォード州カデスドンのランシー男爵として、官報に掲載された。2000年にがんにより死去。元の任地であるセントオールバンズ大聖堂に埋設された。
| イングランド国教会の称号 | イングランド国教会の称号           | イングランド国教会の称号 |
| ------------------------ | ---------------------------------- | ------------------------ |
| 先代 ドナルド・コガン    | カンタベリー大主教 1980年 – 1991年 | 次代 ジョージ・ケアリー  |
| 現職                     |                                    |                          |